# 磯野敬
磯野 敬（いその けい、1868年7月6日（明治元年5月17日）- 1925年（大正14年）10月25日）は、明治後期から大正期の林業家、実業家、政治家。衆議院議員。

## 経歴
上総国夷隅郡、のちの千葉県夷隅郡市野郷村（現：勝浦市市野郷）で、富豪・磯野市郎兵衛の長男として生まれる。1892年（明治25年）慶應義塾大学部理財科を卒業した。1904年（明治37年）12月、家督を相続し、造林業を営む。
地方森林会議員、日新護謨取締役なども務める。
1912年（大正元年）、東京府東京市小石川区大塚窪町（現：東京都文京区小石川五丁目）に近代和風建築の粋を集めた自邸が竣工。同邸は2005年（平成17年）12月27日、「旧磯野家住宅」として国の重要文化財に指定される。
1917年（大正6年）4月、第13回衆議院議員総選挙（千葉県郡部、立憲政友会）で当選したが、衆議院議員選挙訴訟の結果、安房郡での選挙が無効となり、同年12月8日、千葉県知事により鵜澤總明・吉植庄一郎・木村政次郎・関和知・津田毅一・柏原文太郎・鵜沢宇八・加瀬禧逸・土屋清三郎と共に当選証書が取消され議員を退職し、同月に実施された再選挙で当選。1920年（大正9年）まで1期のみ務めた。

## 親族
- 従兄弟 藤平和三郎（千葉県会議長）[4]